# Nectava
Nectava je malá vesnice, část obce Březinky v okrese Svitavy. Nachází se asi 0,5 km na jih od Březinek. Prochází tudy železniční trať Prostějov–Chornice a silnice II/366. V roce 2009 zde bylo evidováno 22 adres. V roce 2001 zde trvale žilo 30 obyvatel.
Nectava leží v katastrálním území Březinky o výměře 3,3 km2.

## Přírodní poměry

### Vodstvo
Při jihozápadním okraji vsi protéká stejnojmenný potok, který je pravostranným přítokem Jevíčky.

## Název
Protože pro vesnici nejsou písemné doklady před 17. stoletím, není možné stanovit nejstarší podobu jména s určitostí. Snad se vesnice původně jmenovala Nečstov, jeho základem by bylo osobní jméno Nečsta a význam byl "Nečstův majetek". Přípona -ava by v tom případě byla druhotná.

## Fotogalerie

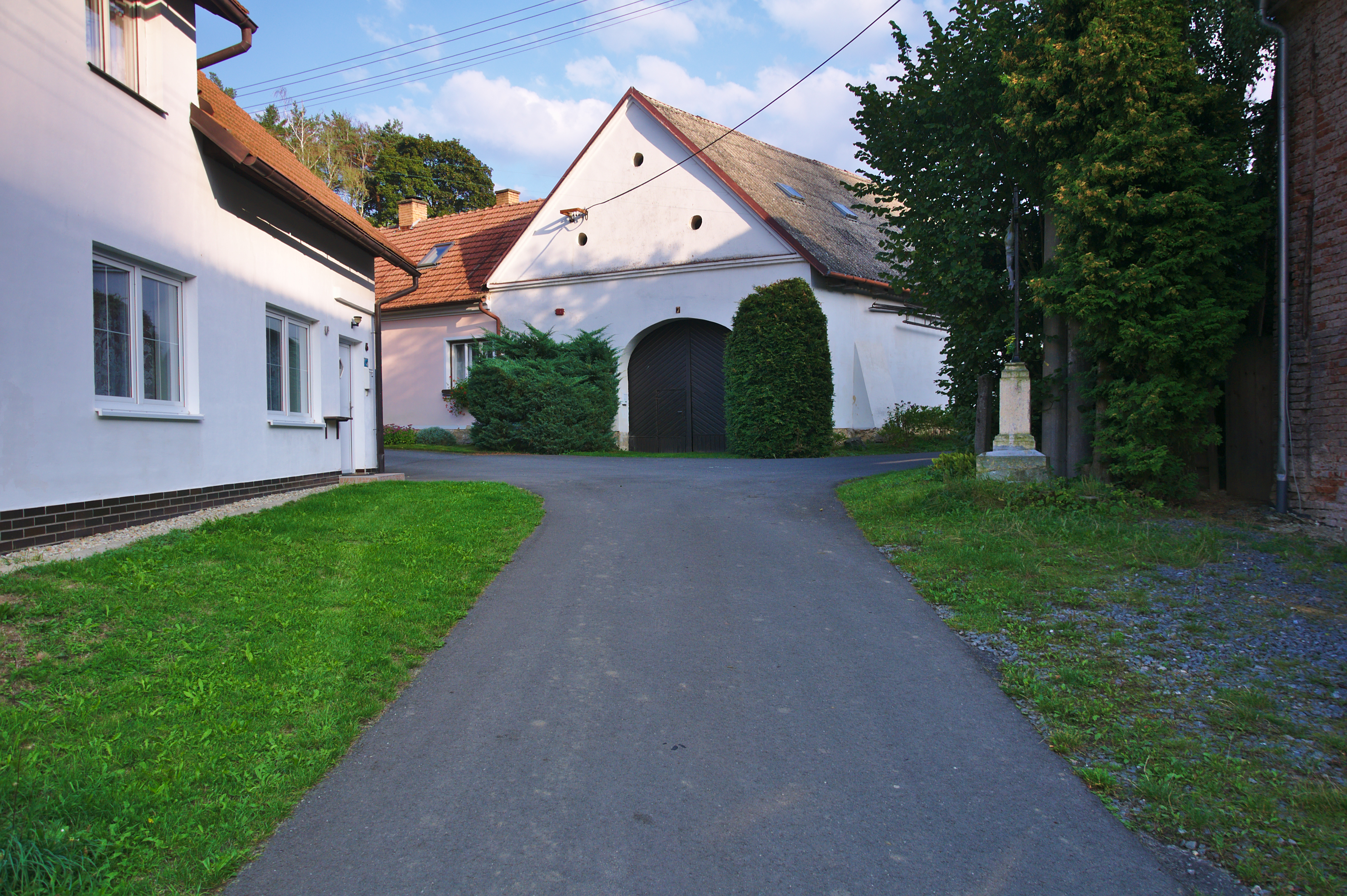
Zemědělská usedlost uprostřed obce
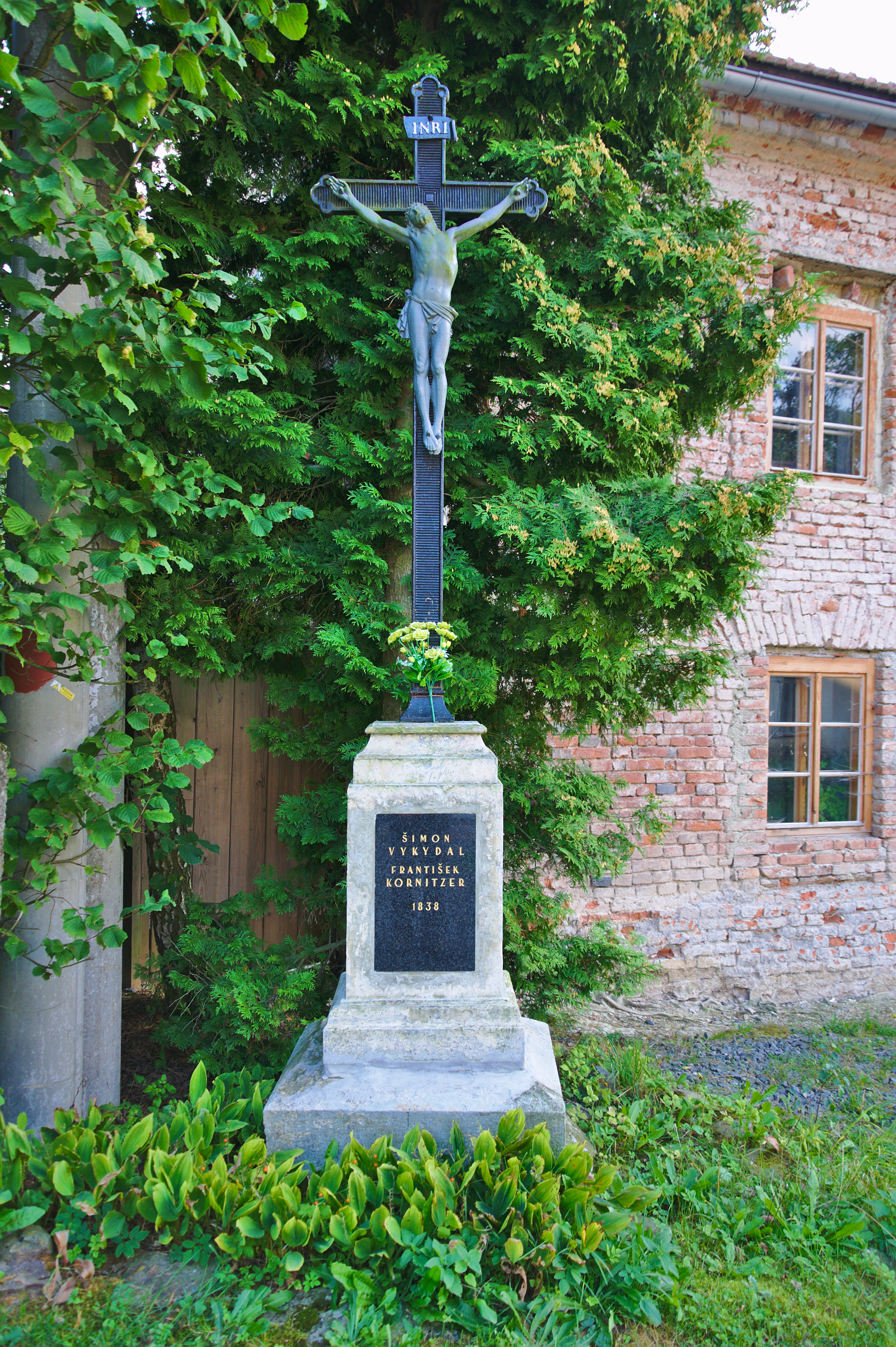
Kříž uprostřed obce
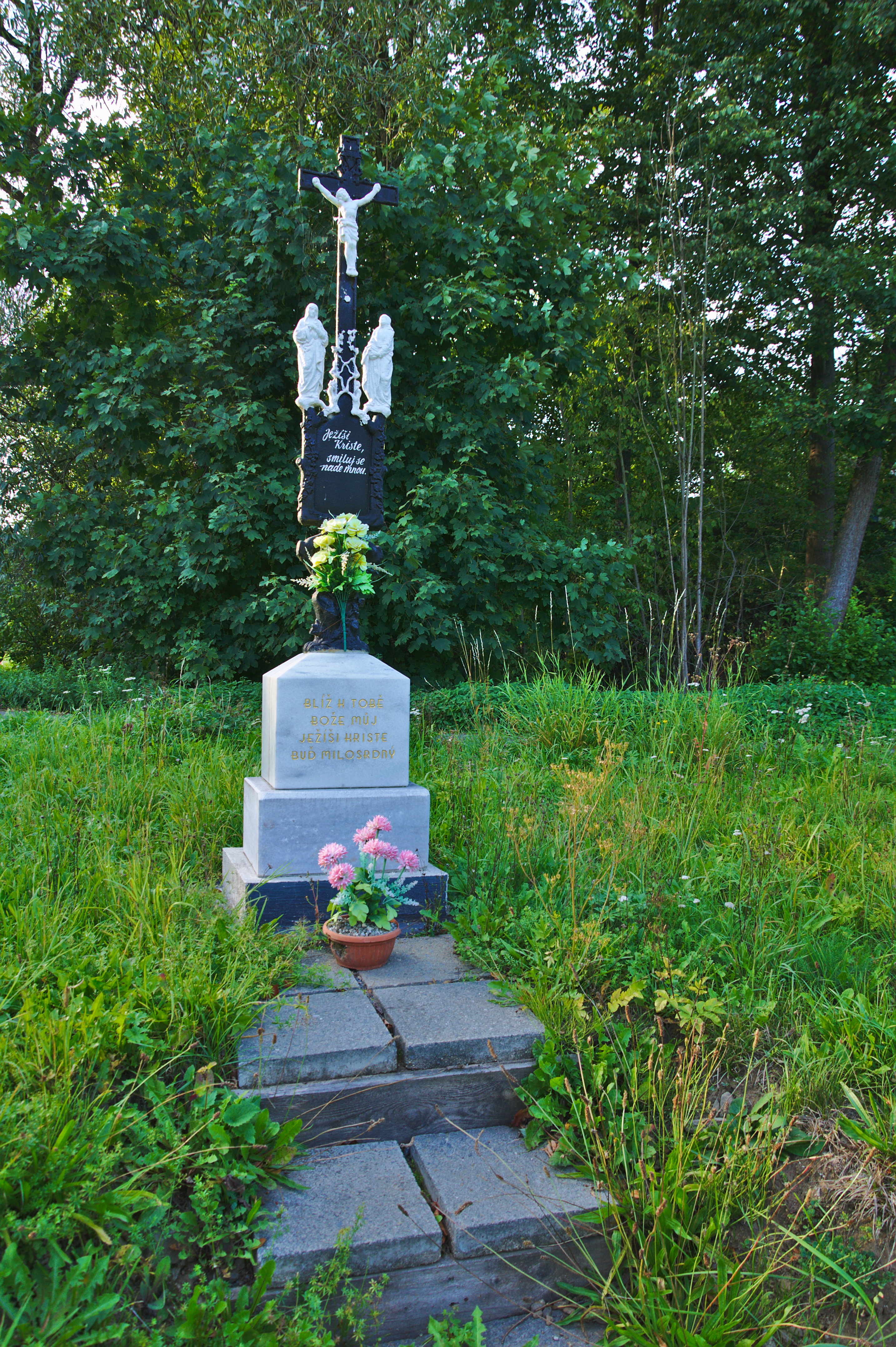
Kříž na křižovatce u obce